# 고덕생활체육공원
고덕생활체육공원(高德生活體育公園, Godeok Sports Park)은 대한민국 경기도 양주시에 있는 스포츠 시설이다. 인조잔디 필드가 갖춰진 축구 경기장이 설치되어 있으며, 2004년 9월에 준공되었다.

## 참고 문헌
- 〈고덕생활체육공원〉. 《한국향토문화전자대전》. 한국학중앙연구원.[깨진 링크(과거 내용 찾기)]
- 〈고덕생활체육공원〉. 《디지털양주문화대전》. 한국학중앙연구원.
- 《전국 공공체육 시설 현황 (2017년말 기준)》. 대한민국 문화체육관광부. 2019.
- 《2019년 전국 공공체육시설 현황 (2018년말 기준)》. 대한민국 문화체육관광부. 2020.